# East Grand Rapids
East Grand Rapids är en stad (city) i Kent County i Michigan. Vid 2020 års folkräkning hade East Grand Rapids 11 371 invånare.

## Kända personer från East Grand Rapids
- Chris Van Allsburg, författare